# 82 هـ
82 هـ هي سنة في التقويم الهجري امتدت مقابلةً في التقويم الميلادي بين سنتي 701 و702.

## مواليد
- إبراهيم الإمام

## وفيات
- جابر بن زيد
- شقيق بن سلمة
- عبد الله بن شداد
- محمد بن سعد بن أبي وقاص
- المهلب بن أبي صفرة
- جميل بن معمر